# Olle Håkansson
Olof "Olle" Artur Håkansson, född 22 februari 1927 i Aspås strax utanför Krokom i Jämtland, död 11 februari 2001, i Frösö församling, Jämtlands län, var en svensk fotbollsspelare. 
Efter att ha spelat fotboll i Jämtlandslagen Krokoms SK och IFK Östersund ett antal år värvades han till IFK Norrköping 1950. Under tiden i Norrköping spelade han 153 allsvenska matcher, gjorde 20 mål och blev svensk mästare tre gånger (1952, 1956 och 1957). Han återvände till IFK Östersund efter 1958 och utsågs 1987 till Jämtlands bästa fotbollsspelare genom tiderna.
Olle Håkansson spelade sju landskamper för Sverige 1956 och 1957. Han ingick i den svenska VM-truppen 1958, men fick inte spela.